# Сысоев, Анатолий Васильевич
Анато́лий Васи́льевич Сысо́ев (9 января 1935 года, Златоуст — 16 февраля 2021 года, Екатеринбург) — советский и российский управленец, директор (1987—2005) Богословского алюминиевого завода (Краснотурьинск, Свердловская область).

## Биография
Родился 9 января 1935 года в Златоусте в семье рабочего металлургического завода.
Окончил Каменск-Уральский алюминиевый техникум, Красноярский институт цветных металлов.
С 1956 года работал на Новокузнецком алюминиевом заводе, сначала электролизником, затем начальником корпуса.
В 1969—1982 гг. на Красноярском алюминиевом заводе — старший мастер корпуса, начальник электролизного цеха, начальник технического отдела, заместитель директора по производству. Занимался научными разработками.
В 1982—1987 гг. главный инженер Таджикского алюминиевого завода в городе Турсунзаде, участвовал в освоении новых мощностей: совместно с работниками ВАМИ вел разработку, освоение и внедрение мощных электролизеров с обожженными анодами.
С 1987 по 2005 год возглавлял Богословский алюминиевый завод (БАЗ) в Краснотурьинске Свердловской области.
Вёл активную работу в Международной организации труда (МОТ), участвовал в сессиях МОТ в составе делегации работодателей Российской Федерации. Принимал участие в подготовке к ратификации Европейской социальной хартии в составе рабочей группы Государственной Думы Российской Федерации. Автор 70 изобретений в области технологии производства алюминия.
С 1990 по 1993 г. народный депутат Российской Федерации. Трижды избирался депутатом Краснотурьинского городского Совета. С 2000—2004 гг. работал председателем Краснотурьинской Городской Думы. Председатель комитета по промышленной политике Палаты Представителей Законодательного Собрания Свердловской области (2004—2011). С 2012—2017 годы — депутат Краснотурьинской городской Думы.
Умер 16 февраля 2021 года в Екатеринбурге. Прощание проходило в течение двух дней, 19 февраля, в Свято-Троицком кафедральном соборе, которое, в частности, посетили губернатор Свердловской области Е.Куйвашев и председатель совета директоров группы компаний «Ренова» В.Вексельберг, а также 20 февраля, во Дворце металлургов Краснотурьинска. После чина отпевания, совершенного в Соборе преподобного Максима Исповедника, восстановленного и отреставрированного при его непосредственном участии, А. В. Сысоев похоронен на кладбище «Медное».

## Награды и звания

### Государственные награды России и СССР
- Орден «За заслуги перед Отечеством» lV степени (28 декабря 1998) — за заслуги перед государством, высокие достижения в производственной деятельности и большой вклад в укрепление дружбы и сотрудничества между народами[4]
- Орден Почёта (21 сентября 1995) — за заслуги перед государством и многолетний добросовестный труд [5]
- Орден Трудового Красного Знамени (1971)
- Орден Трудового Красного Знамени (13 декабря 1982) — за успешное выполнение планов и социалистических обязательств десятой пятилетки и 1981 года по производству алюминия и глинозема[6]
- Медаль «В ознаменование 100-летия со дня рождения Владимира Ильича Ленина» (2 апреля 1970)[7]
- Медаль «Ветеран труда» (13 марта 1989)[8]
- Заслуженный металлург Российской Федерации (23 апреля 2003) — за большой вклад в развитие металлургической промышленности и многолетний добросовестный труд[9]
- Благодарность Правительства Российской Федерации (5 февраля 2002) — за активное участие в разработке Генерального соглашения между общероссийскими объединениями профсоюзов, общероссийскими объединениями работодателей и Правительством Российской Федерации на 2002—2004 годы и в связи с 10-летием образования Российской трехсторонней комиссии по регулированию социально — трудовых отношений[10]

### Премии государственного значения
- Премия Правительства Российской Федерации 1997 года в области науки и техники (6 апреля 1998) — за цикл работ по созданию и широкому применению в производстве новых поколений электролизёров с обожженными анодами[11]
- Премия Совета Министров СССР (1981)— за разработку комплекса новых технологий по производству сплавов для авиационной промышленности

### Иностранные награды
- Международная премия ООН — за выдающиеся заслуги в области информатизации мирового сообщества

### Конфессиональные награды
- Орден святого равноапостольного великого князя Владимира III степени (2004 год) — за большие заслуги в возрождении традиций русской православной церкви
- Орден преподобного Сергия Радонежского II степени
- Орден преподобного Сергия Радонежского III степени (2004 год) — за огромный личный вклад в восстановление религиозных культурных памятников, к 400-летию г. Верхотурья[12]
- Орден святого преподобного Серафима Саровского II степени (2006 год) — за благое дело — восстановление церковной святыни[13]
- Орден святого благоверного князя Даниила Московского III степени

### Иные награды
- Серебряная медаль ВДНХ (6 декабря 1976 года) — за достигнутые успехи в развитии народного хозяйства СССР[14]
- Нагрудный знак «За отличную службу в МВД» (6 января 1995 года)[15]
- Медаль «Маршал Советского Союза Жуков»(1997 год)[16]
- Премия имени братьев Черепановых (1999)[17]
- Лауреат национальной общественной премии имени Петра Великого с вручением бронзового приза «Лучший менеджер России» (2000, 2003)
- Премия «Лидер в бизнесе» в личной номинации «Олимп» (2001, 2002, 2003)
- «Российский Национальный Олимп» в личной номинации «Топ-менеджер-2002»
- Почетный знак «Лидер Российской Экономики-2003»
- Почётный знак «Акинфий Никитич Демидов» (2001 год) — за вклад в развитие реального сектора экономики России[18]
- почётное звание «Почётный металлург» (28 января 2002 года)[19]
- другие премии
- Медаль имени С.П. Королева[20]
- Нагрудный знак «За заслуги в государственном социальном страховании» (ФССРФ, 21 июня 2003 года)[21]
- Почётная грамота Министерства труда и социального защиты Российской Федерации (2002 год) — за активное участие в разработке и организации подписания Генерального соглашения между общероссийскими объединениями профсоюзов, общероссийскими объединениями работодателей и Правительства Российской Федерации [22]
- Почётная грамота Законодательного Собрания Свердловской области (17 июня 2003 года) — за большой вклад в социально-экономическое развитие Свердловской области и в связи с 60-летием предприятия[23]
- Памятная медаль «60 лет Победы в Великой Отечественной войне 1941—1945 гг.» (КПРФ, 2005 год)[24]
- Почетный знак «Звезда Урала» (УРООРСЗ «Уральское землячество», 2010 год) — за выдающийся вклад в укрепление отечественной экономики, плодотворное участие в расширении и всемерном укреплении международного престижа Уральского региона[25]
- Международная Премия «Профессия - Жизнь», с вручением ордена «ЗА ЧЕСТЬ ДОБЛЕСТЬ СОЗИДАНИЕ МИЛОСЕРДИЕ» (2005 год)[26]
- Знак отличия «За заслуги перед Свердловской областью» III степени (2 апреля 2014 года)[27]
- Почётный гражданин городского округа Краснотурьинск (14 июня 1994 года)
- Знак отличия «Парламент России» (2006 год)[28]
- Почётный знак «За заслуги в развитии хоккея с мячом в России» (2013 год)[29]
- Почётный гражданин Свердловской области (12 января 2015 года)[30]
- Почётная грамота Думы городского округа Краснотурьинск (21 сентября 2017 года) — за значимый вклад в социально-экономическое развитие городского округа Краснотурьинск[31]
- Почётная грамота Губернатора Свердловской области (2020 год) — за многолетний добросовестный труд и большой вклад в социально-экономическое развитие региона[32]

## Чины и ранги
- Депутат Палаты Представителей Законодательного Собрания Свердловской области (2004—2011)
- Президент Ассоциации промышленников горно-металлургического комплекса России
- Член Российской Трехсторонней комиссии по регулированию социально-трудовых отношений (РТК) со стороны работодателей
- Член Правления Российского союза промышленников и предпринимателей

## Научные степени и звания
- Доктор технических наук
- Профессор
- Академик Международной академии наук экологии и безопасности жизнедеятельности (МАНЭБ)
- Академик Международной академии информатизации
- Академик Академии инженерных наук им. А. М. Прохорова
- Член-корреспондент Российской инженерной Академии
- Член Академии лидеров мирового бизнеса